# Blackmore's Night
Pour les articles homonymes, voir Blackmore.
Blackmore's Night est un groupe britannique de folk rock. Le style musical du groupe est d'inspiration médiévale et de la Renaissance. Il est formé en 1997 par le guitariste Ritchie Blackmore (ex-Deep Purple et ex-Rainbow) et par sa femme, la chanteuse Candice Night. 
Le groupe se produit régulièrement en concert dans des festivals de musique médiévales et renaissance, ou dans des lieux historiques (comme durant la tournée européenne Castle and Dreams).
Le duo est accompagné sur ses albums et en concert par cinq ou six musiciens dont la composition a fréquemment évolué depuis les débuts du groupe (plus d'une trentaine de musiciens y ont participé jusqu'à maintenant).

## Biographie

### Débuts
Candice, adepte de Rainbow, rencontre pour la première fois Ritchie Blackmore, alors guitariste de Deep Purple, pour lui demander un autographe en 1989, alors qu'elle travaillait pour une chaine de radio locale à New York. Les deux amoureux commencent à vivre ensemble en 1991, et se découvrent une passion commune pour la musique de la Renaissance.
Pendant l'enregistrement de l'album Stranger in Us All d'un Rainbow reconstitué en 1995, sur lequel Night contribue à quelques paroles et harmonies vocales, le duo prépare son premier album. La personnalité de Night et sa capacité au chant en font une chanteuse de choix. En 1997, le projet démarre comme un jeu de mots entre leurs deux noms, et s'entourent de musiciens de session.

### 1997–2005
Leur premier album, Shadow of the Moon, sorti en 1997, est un succès musical, et fait participer Ian Anderson de Jethro Tull à la flûte traversière sur le titre Play Minstrel Play. Il contient deux reprises : Ocean Gypsy de Renaissance et Wish you where here de Rednex
Le second album Under a Violet Moon sort l'année suivant et contient Self portrait une reprise d'une chanson de Rainbow, ancien groupe de Ritchie Blackmore, extrait de son premier album Ritchie Blackmore's Rainbow.
A partir du troisième album, Fires at Midnight sorti en 2001, le duo incorpore des éléments de guitare rock, mais maintient la direction folk rock. Au fil du temps, Candice Night participe beaucoup instrumentalement tout en chantant, et contribue à l'inclusion d'instruments issus de la Renaissance.
En 2002, parait Past Time with Good Compagny, un double album enregistré lors d'un concert à Groningue aux Pays-Bas. En plus de chansons tirées de leur trois premiers albums, le groupe y interprète Soldier of Fortune de Deep Purple, et Sixteen Century Greensleeves de Rainbow.
Le quatrième album Ghost of a Rose, sorti en 2003, reprend Diamonds and Rust de Joan Baez et Rainbow Blues de Jethro Tull.
En 2004, sort Beyond the Sunset: The Romantic Collection, une compilation de leur quatre premiers albums studio avec un inédit Once In A Million Years et des nouvelles versions de Ghost of a Rose, figurant sur l'album éponyme, et Now and Then de Under a Violet Moon.
En 2005, le groupe sort son premier DVD, Castles and Dreams contenant un concert enregistré l'année précédent aux châteaux allemands de Burg Veldenstein et Burg Neuhaus, ainsi que des documentaires, des versions acoustiques et des vidéos de leurs chansons.

### 2006-2015
En 2006, sort le cinquième album du groupe The Village Lanterne qui contient quatre reprises : St Teresa de Joan Osborne, Mond Tanz/Child in Time qui incorpore la célèbre pièce de Deep Purple, Street of London provient de Ralph Mc Tell, et enfin Street of Dreams, une autre reprise de Rainbow.
A l'automne de la même année, le groupe sort son sixième album Winter Carols qui reprend des chants traditionnels de Noël. Ce disque sera réédité en 2013, avec un second CD contenant des versions en concert de ces chants, et en 2017 avec trois reprises de chants de Noël supplémentaires.

En 2007, pour le dixième anniversaire du groupe, sort en CD et en DVD Paris Moon, enregistré l'année précédente en concert à l'Olympia de Paris. Le groupe y reprend une nouvelle fois Soldier of Fortune de Deep Purple, ainsi qu'Ariel de Rainbow.

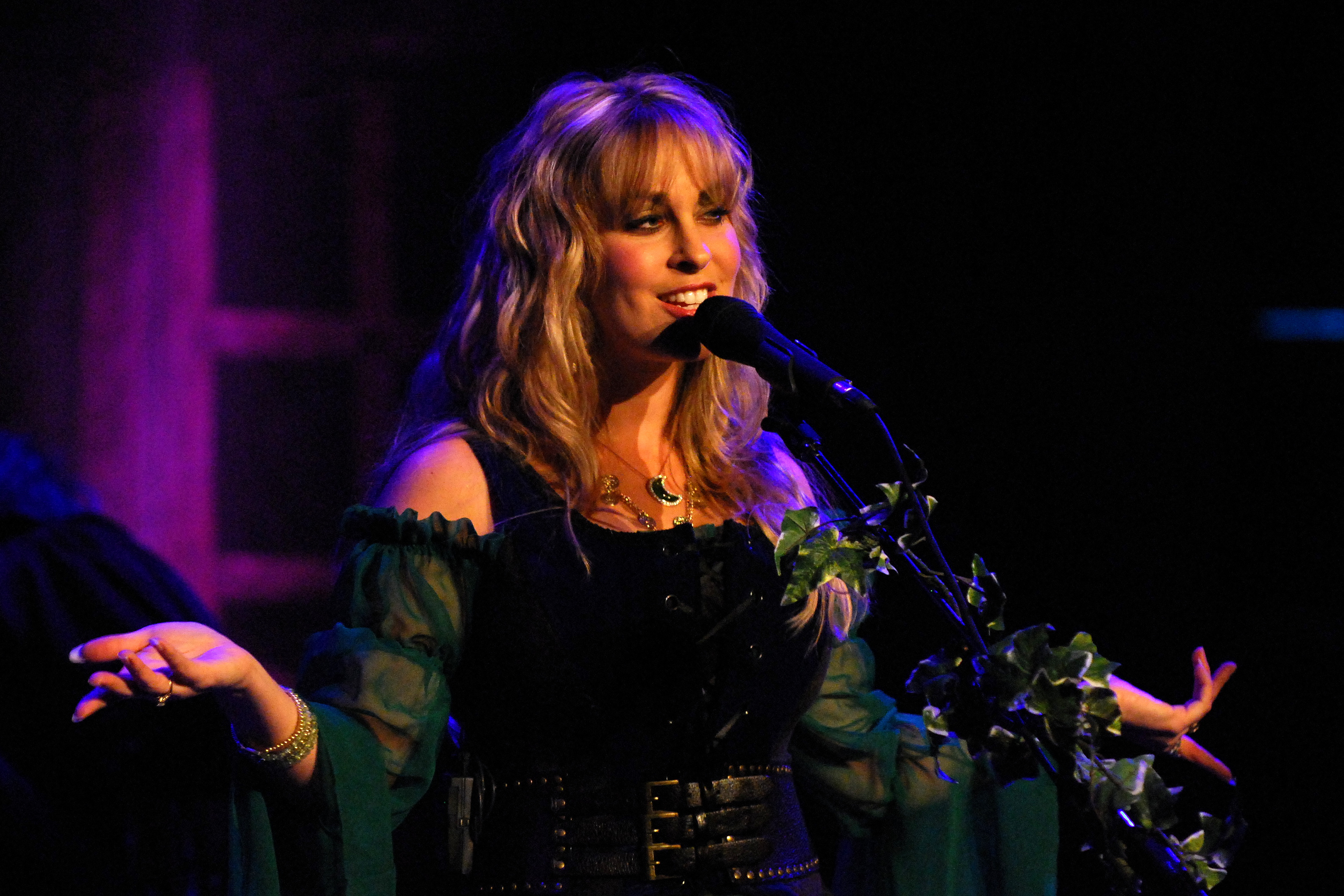
Candice Night au House of Blues, à Chicago, en 2009.

Le 27 juin 2008, le duo sort son septième album studio intitulé Secret Voyage, un mélange de morceaux aux sonorités médiévales et de certains contemporains. En plus de quelques reprises de musique folklorique traditionnelle (Locked Within the Crystal Ball du XIVe siècle) et de pièces originales, Blackmore's Night reprend également Rainbow Eyes, une chanson de Rainbow, et Can't Help Falling in Love, un tube d'Elvis Presley.
Le huitième album Autumn Sky sort fin 2010 en Europe et en 2011 aux États-Unis. Il contient trois reprises : Highland, chanson du groupe pop suédois One More Time ; Journeyman (Vandraren), chanson de Nordman, autre groupe suédois, traduite en anglais ; Celluloid Heroes, du groupe britannique de rock, The Kinks. 
.A Knight in York, le troisième album live du groupe parait en 2012. Enregistré à l'Opera House de York en Angleterre, il contient First of May, une reprise des Bee Gees.
La même année sort un coffret en velours pourpre composé de deux CD (les deux premiers albums avec un titre bonus) et deux DVD (concerts enregistrés en Allemagne en 1997-1998 et lors de la tournée de 2000).
En 2013, parait Dancer and the Moon, le neuvième album contenant des reprises de chansons de Randy Newman (I Think It's Going to Rain Today), Uriah Heep (Lady in Black) et une autre chanson de Rainbow (Temple Of The King), 

### Depuis 2015
En 2015, Ritchie Blackmore reforme son groupe Rainbow qu'il a créé en 1975 pour une tournée de concerts. Candice Night y assure les chœurs, et trois autres membres de Blackmore's Night en font partie : le batteur David Keith (Troubadour of Aberdeen), la choriste Christina Lynn Skleros (Lady Lynn) et l'ancien bassiste Robert Curiano (Sir Robert of Normandie) qui prend le nom de Bob Nouveau dans Rainbow.
Le dixième album de Blackmore's Night, All our Yesterdays, sort le 18 septembre de la même année, incluant trois reprises : Long Long Time de Gary Wight interprétée par Linda Ronstadt, Moonlight Shadows de Mike Oldfield, et I Got You Babe de Sonny and Cher.
En 2017, le groupe publie une compilation sur 2 CD intitulée To the Moon and Back - 20 Years and Beyond..., retraçant ses vingt ans de parcours musical. Elle incorpore des nouvelle versions de chansons précédentes, ainsi que des titres bonus comme I Surrender de Rainbow.
Le 4 décembre 2020, Blackmore's Night publie Here We Come A-Caroling, un EP sur lequel il reprend quatre nouveaux chants de Noël dont le célèbre Silent Night; connu en français sous le titre Douce nuit, Sainte nuit.
Le onzième album studio du groupe, Nature's Light, sort dans le monde entier le 12 mars 2021. Il contient une nouvelle version de Wish You Where Here du groupe Redex et figurant sur le premier album du duo, ainsi qu'une version de Second Element, une chanson de Sarah Brightman. Les enfants du couple chantent dans les chœurs sur un titre.

## Concerts

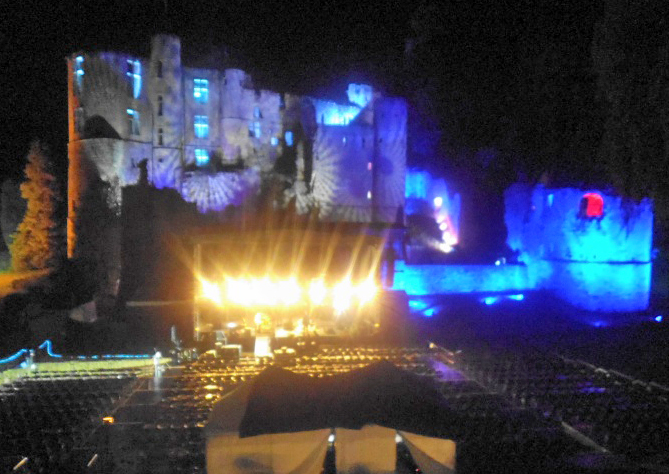
Blackmore's Night en concert le 20 juillet 2012 devant le château de Beaufort au Luxembourg

Le groupe joue à quelques festivals de Renaissance, et donne des concerts essentiellement en Europe, où il joue dans des lieux historiques, tels que des châteaux, devant un public habillé en costumes d'époque.
Entre 1997 et 2019, le groupe donne ainsi plus de 400 concerts, dont la majorité en Allemagne (40%), suivie par les États-Unis (15%) et le Royaume-Uni (10%). Il se produit aussi en Italie, République tchèque, Japon, Russie, Finlande, Suède, Pays-Bas, Espagne, Pologne, Norvège, Suisse, Autriche, Bulgarie, Luxembourg, Danemark, Hongrie, Grèce, Belgique, Ukraine, France, Serbie, Lettonie, Estonie, Turquie, Slovaquie, Croatie et Slovénie,,.
Le premier concert le Blackmore's Night a lieu le 2 novembre 1997 au Nakano Sun Plaza Hall à Tokyo. Le groupe ne donnera son premier concert en France que neuf ans après sa création, le 20 septembre 2006 à l'Olympia de Paris,. La prestation est filmée et sortira l'année suivante sous le titre Paris Moon en coffret incluant DVD et CD. Le second concert du groupe en France a lieu le 8 juillet 2015 dans cette même salle,.
Le dernier concert du groupe date du 23 novembre 2019 à Lindenhurst, village du comté de Suffolk dans l'État de New York, au cours duquel il interprète une demi-douzaine de chansons de Noël extraites de son album Winter Carols. Du fait de la pandémie de Covid-19, le groupe ne donne aucun concert en 2020 qui devient de la sorte la première année depuis 1997 où il ne s'est pas produit en public.

Beaufort 2012
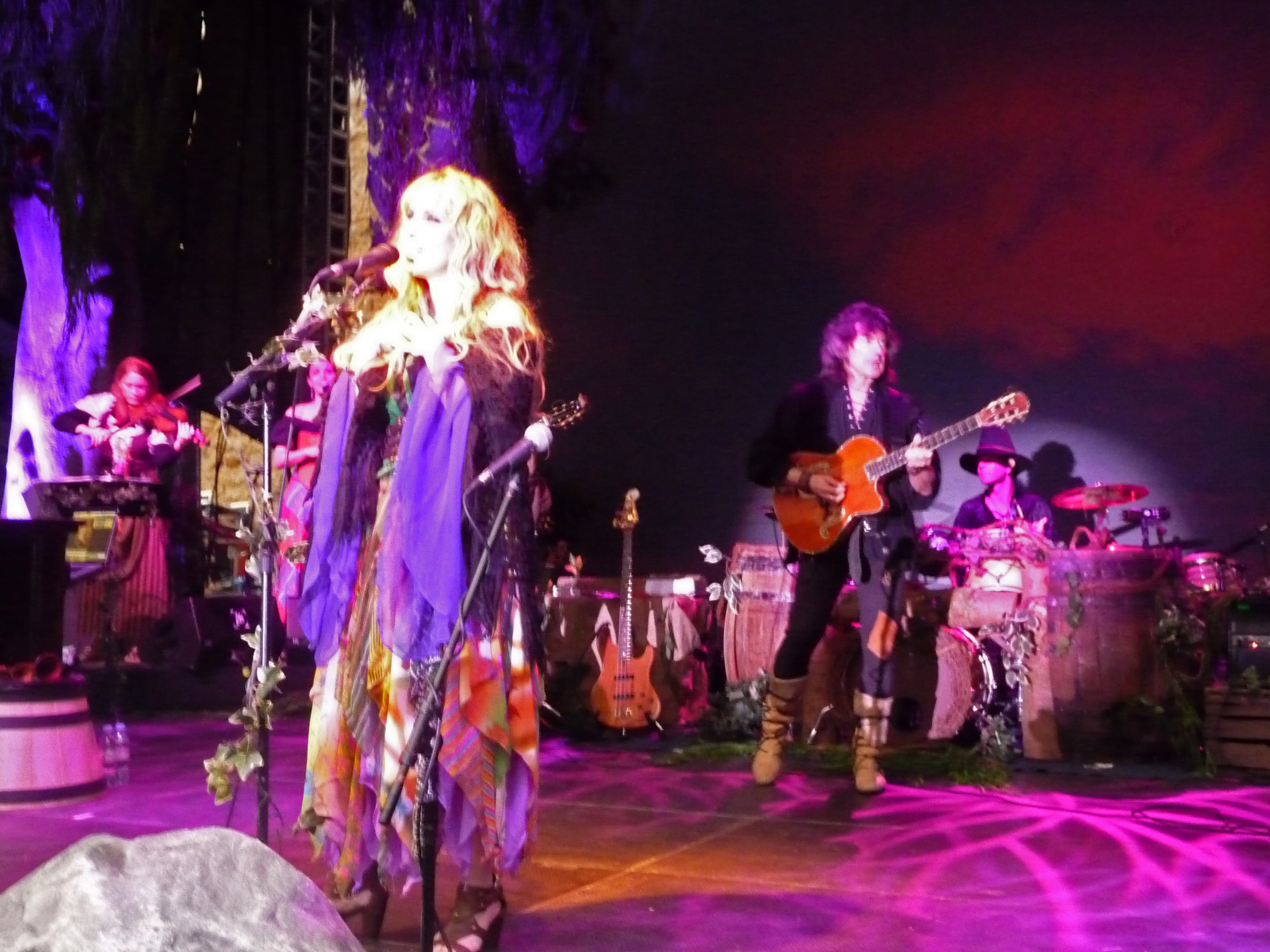
Scarlet Fiddler au violon ; Candice Night au chant ; Ritchie Blackmore à la guitare et Troubadour of Aberdeen à la batterie
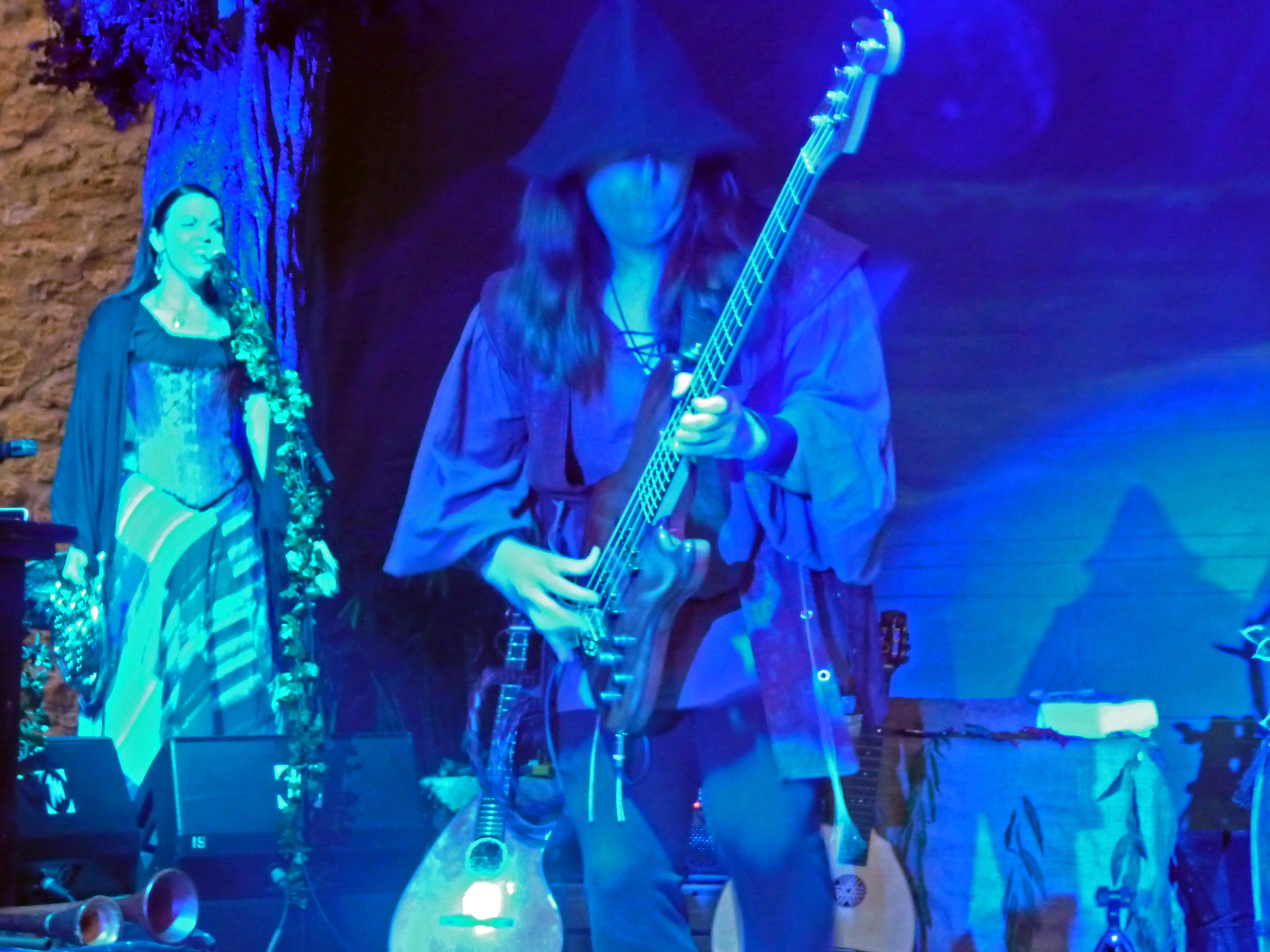
Lady Kelly De Winter au chant et Earl Grey of Chimay à la basse
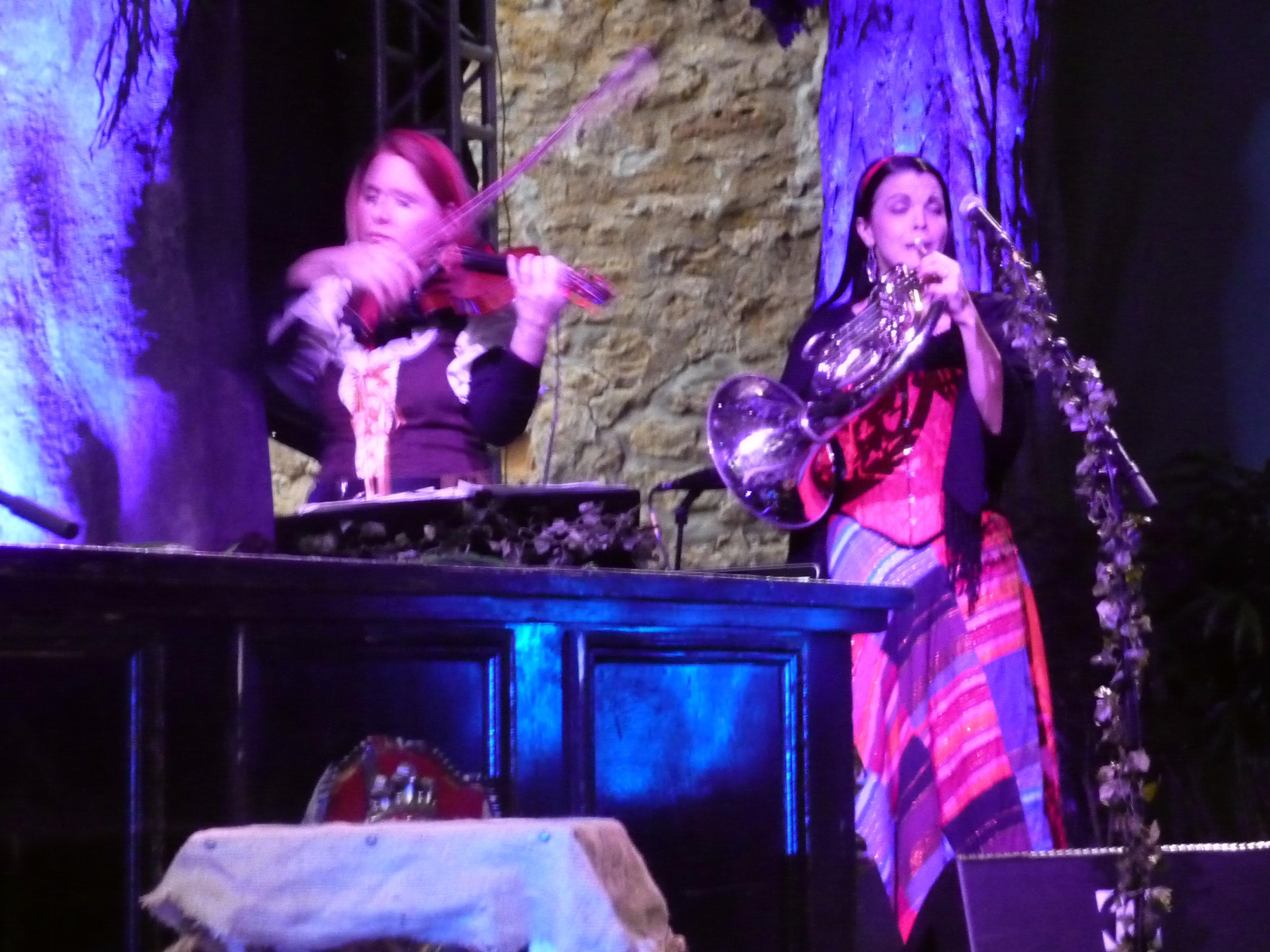
Scarlet Fiddler au violon et Lady Kelly De Winter, au cor français
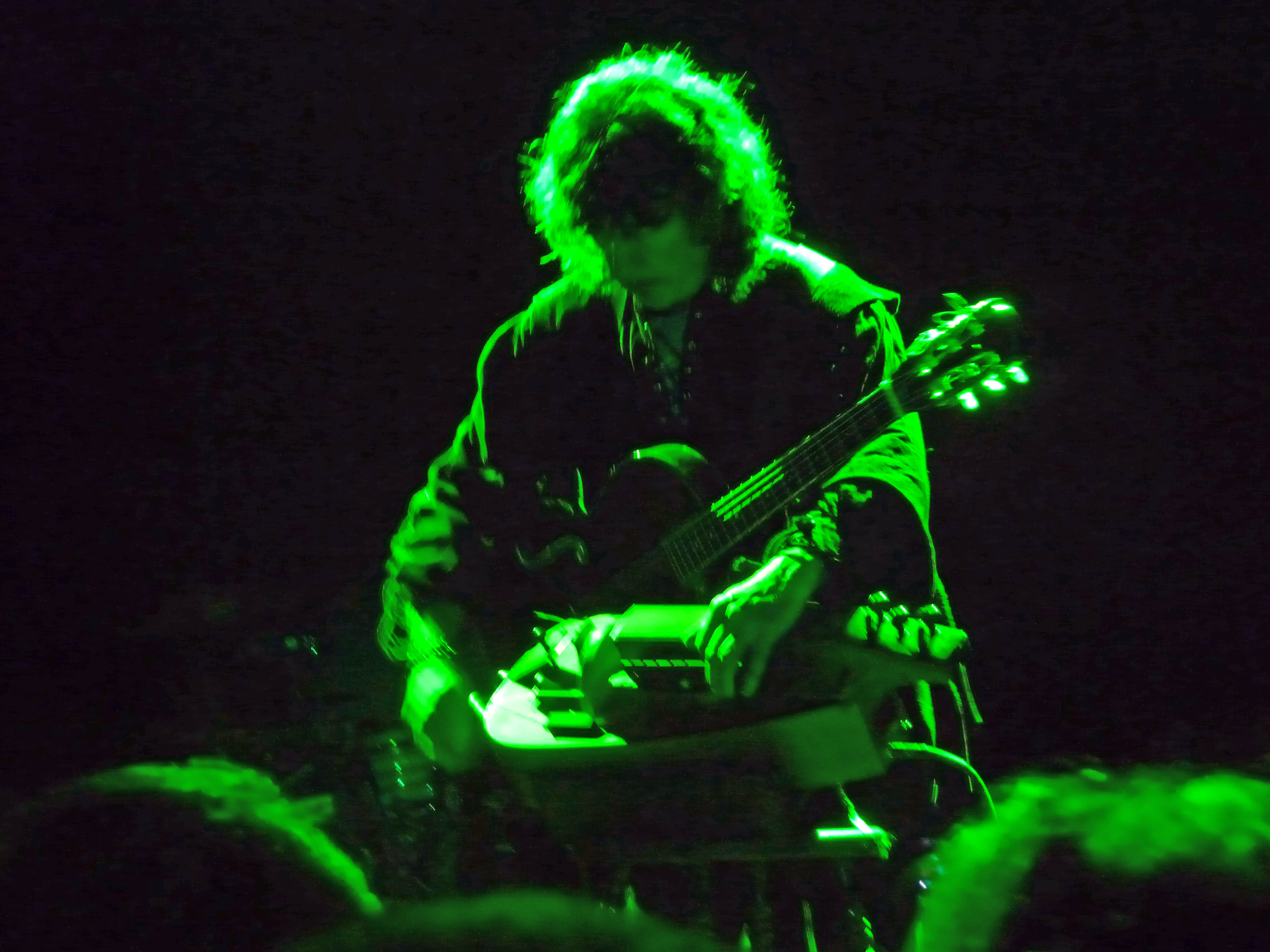
Ritchie Blackmore à la vielle à roue

## Hommages
Le duo inspirera des tribute bands comme Renaissance Night, les italiens de Morning Star et Midnight. Ils interprêtent également la musique de MagiQuest, un jeu de simulation en direct.

## Vie privée
Le 5 octobre 2008, Candice Night et Ritchie Blackmore se marient après dix-neuf ans de vie commune. Night est la quatrième épouse de Blackmore. Leur fille, Autumn Esmerelda Blackmore, naît le 27 mai 2010. Leur fils, Rory Dartanyan, naît le 7 février 2012.

## Membres

### Membres fondateurs
- Ritchie Blackmore : guitare électrique, guitare acoustique, mandoline, domra, vielle à roue, mandole, nykelharpa, mandoloncelle, tambourin, tambour Renaissance, fiddle
- Candice Night : chant principal et d'harmonie, chanterelle, cornamuse, chalemie, rauschpfeife, gemshorn, tin whistle, bombarde, flûte à bec, flûte irlandaise, tambourin

### Membres additionnels
- Bard David of Larchmont (David Baranowski[12]) : claviers, chœurs (depuis 2003)
- Earl Grey of Chimay (Mike Clemente[13]) - basse, mandoline, guitare rythmique (depuis 2008)
- Troubadour of Aberdeen (David Keith[14]) : batterie, percussions (depuis 2012)
- Scarlet Fiddler (Claire Smith[15]) : violon (depuis 2012)
- Lady Lynn (Christina Lynn Skleros[16]) : chant d'harmonie, flûte traversière, flûte à bec, chalemie (depuis 2014)

#### Anciens membres
- Scott Hazell : seconde voix, chœurs (1997-2001)
- Mick Cervino : basse (1997-2000)
- John O'Reilly : batterie, percussions (1997)
- Joseph James : claviers (1997)
- Jessie Haynes : guitare, flûte à bec, chœurs (1997-1998)
- Sue Goehringer : chœurs (1998-2001)
- Adam Forgione : claviers (1998-2000)
- Alex Alexander : batterie, percussions (1998 -2000)
- Rachel Birkin : violon (1998)
- Marci Geller : claviers, chœurs (1999-2001)
- Jim Hurley : violon (1999-2000)
- Carmine Giglio : claviers (2000-2002)
- Lady Rraine (Lorraine Ferro) : chant d'harmonie (2002, 2007)
- Mike Sorrentino : percussions (2000-2001)
- Chris Devine : violon, flûte traversière, guitare (2000-2002)
- Sir Robert of Normandie (Robert Curiano[17]) : basse, guitare rythmique (octobre 2000-2007)
- Vita Gasparro (Lady Vita) : guitare, chant (2001)
- Squire Malcolm of Lumley (Malcolm Dick) : batterie, percussions (2001-2011)
- Sisters of the Moon, Lady Madeline and Lady Nancy (Madeline and Nancy Posner[18]) : chœurs (2002-2007)
- Lord Marnen of Wolfhurst (Marnen Laibow-Koser) : violon, flûte traversière, flûte à bec (2002-2003)
- Tudor Rose (Tina Chancey) : violon, flûte traversière (2004-2007)
- Baron St James : basse (2007-2008)
- Gypsy Rose (Elizabeth Cary) : violon (depuis 2007)
- Lady Kelly De Winter (Kelly Morris[19]) : cor français, chant d'harmonie (2012-2013)
- The Minstrel Albert (Albert Dannenmann) : cornemuse, instruments à vents de la Renaissance, chœurs

#### Musiciens de studio
- Pat Regan : divers instruments à cordes, claviers (1997–2008)
- Kevin Dunne : batterie (1998–1999)

## Discographie
| - 1997 : Shadow of the Moon - 1999 : Under a Violet Moon - 2001 : Fires at Midnight - 2003 : Ghost of a Rose - 2006 : The Village Lanterne - 2006 : Winter Carols - 2008 : Secret Voyage - 2010 : Autumn Sky - 2013 : Dancer and The Moon - 2015 : All our Yesterdays - 2021 : Nature's Light - 2020 : Here We Come A-Caroling | - 2002 : Past Times with Good Company (2 CD) - 2007 : Paris Moon (DVD + CD extra) - 2012 : A Knight in York (CD + DVD enregistré à York, Angleterre, en septembre 2011) - 2001 : Minstrels And Ballads - 2003 : The Best Of - 2004 : Beyond the Sunset: The Romantic Collection (compilation CD + DVD) - 2004 : All For One – The Finest Collection Of Blackmore's Night - 2012 : The Beginning (coffret en velours avec les deux premiers albums Shadows of the moon (dont un titre bonus Possum's Last Dance) et Under a violet Moon accompagnés de 2 DVD en concert) - 2017 : To the Moon and Back - 20 Years and Beyond... |

## Vidéographie
- 2005 : Castles and Dreams (live) (2 DVD)
- 2007 : Paris Moon (live) (DVD + CD extra)
- 2012 : A Knight in York (live) (DVD)
- 2012 : The Beginning (coffret en velours avec les deux premiers albums + 2 DVD enregistrés en Allemagne en 1997-1998 et lors du Castle tour 2000)